# William Brewer
Pour les articles homonymes, voir Brewer.
William Brewer ou William Briwere (mort en 1226) était un homme important pour l'administration et la justice au royaume d'Angleterre sous les règnes de Richard Cœur de Lion, Jean Sans Terre, et Henri III Plantagenêt. Il s'est aussi signalé pour le grand nombre de fondations religieuses qu'il fit durant sa vie.

## Sa vie
La généalogie de William Brewer n'est pas claire, mais il fut probablement le fils de Henry Brewer et le petit-fils de William Brewer, un forestier de la forêt de Bere, qui fonda le couvent de Polsloe à Exeter. William commença sa propre carrière comme forestier de Bere, qui semble avoir été un titre héréditaire et, en 1179, fut nommé shérif du Devon. Sous Richard Cœur de Lion il fut l'un des juges nommés pour diriger les affaires du pays pendant que le roi serait à la croisade. William Brewer était présent à Worms en 1193, et participa aux négociations de la rançon du roi Richard. C'est vers cette époque qu'il commença sa carrière à l'Échiquier, où il siégea jusque sous le règne d'Henry III Plantagenêt.
Sous le roi Jean d'Angleterre William fut l'un des membres les plus actifs du gouvernement, comme en témoigne le nombre de chartes royales pour lesquelles il fut témoin - son nom est cité aux côtés d'Henry Marshal (évêque d'Exeter et petit frère de Guillaume le Maréchal) et de Geoffrey Fitz Peter, 1er Comte d'Essex. Dans cette période, il était responsable en tant que shérif du Berkshire, de Cornouailles, du Devon, du Hampshire ; il était aussi Shérif de Nottingham et du Derbyshire, de l'Oxfordshire, du Somerset et du Dorset, ainsi que du Sussex et, enfin, du Wiltshire. Il fut assez impopulaire auprès des habitants de ces comtés. L'on sait, notamment, que des hommes de Cornouailles, du Somerset et du Dorset apportèrent de l'argent au roi pour qu'il le remplace.
Brewer avait pour principe d'acquérir des terres, et de se construire par lui-même un domaine important alors qu'il était parti de bien peu. Dans les registres de 1219, il est de ceux qui possèdent des terres sur plusieurs comtés. Il eut les moyens de fonder et doter trois monastères : l’abbaye de Torre dans le Devon en 1196, l’abbaye de Mottisfont dans le Hampshire en 1201, et l’abbaye de Dunkeswell dans le Devon dans la même année. En 1224 il se retira du monde pour aller vivre en moine cistercien à Dunkeswell, où il mourut (en 1226) et fut enterré à côté de sa femme devant le grand autel.

## Shérif de Nottingham (?)
Certains historiens[Qui ?] le voient, étant donné son profil, comme l'un des possibles inspirateurs du personnage du Shérif de Nottingham dans la légende de Robin des Bois[réf. nécessaire].

## Famille et enfants
Il épousa Beatrice de Valle (morte avant 1220), auparavant la maîtresse de Reginald de Dunstanville, 1er comte de Cornouailles (mort en 1175), et mère d'Henri FitzCount (mort en 1221). Ils ont eu plusieurs enfants, parmi lesquels:
- Guillaume Brewer (mort en 1232), qui épousa Jeanne, fille de Guillaume de Reviers, Ve comte de Devon ; sans postérité.
- Richard Brewer (mort en 1215)[8].
- Graecia, qui épousa Reginald de Braose, 9e Baron d'Abergavenny.
- Marguerite, qui se maria deux fois avant d'épouser Geoffrey de Saye.

Guillaume Brewer (ou Briwere), évêque d'Exeter, était l'un de ses neveux.